# Duarte Galvão

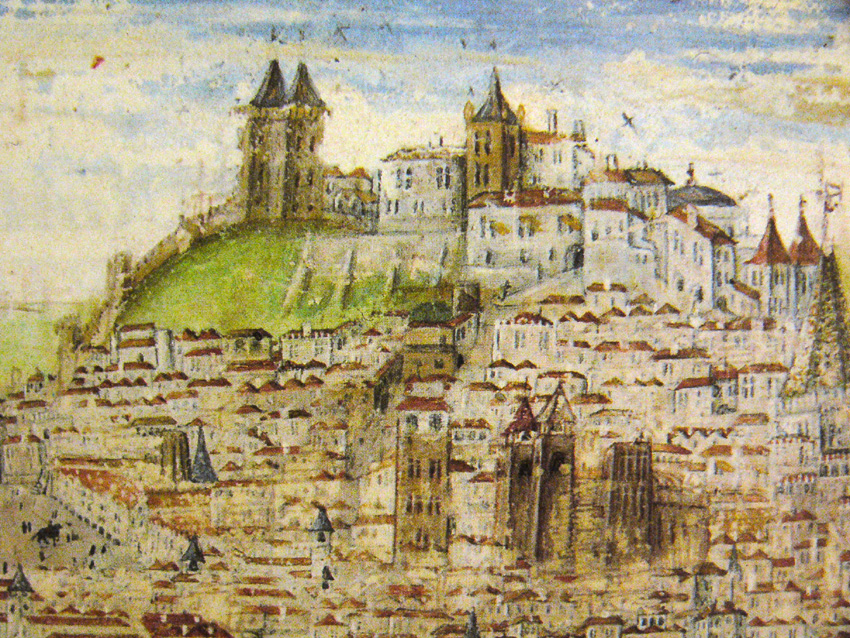
Vista de Lisboa: iluminura da Chronica do Muito Alto e Muito Esclarecido Príncipe D. Afonso Henriques, Primeiro Rey de Portugal

Duarte Galvão (Évora, 1446 – Kamaran, 9 de Junho de 1517) foi um cronista e diplomata português.

## Biografia
Filho de Rui Galvão e de sua mulher Branca Gonçalves, era irmão de D. João Galvão, 36.º Bispo de Coimbra e 1.º Conde de Arganil de juro e herdade.
Fidalgo da Casa Real, e Comendador da Ordem de Santiago, foi Cronista-Mor do Reino de Portugal em 1460, autor da Crónica de D. Afonso Henriques, Secretário de D. Afonso V de Portugal e de D. João II de Portugal, Alcaide-Mor do Castelo de Leiria, Embaixador ao Imperador Maximiliano I do Santo Império Romano, ao Rei Luís XII de França e ao Papa Alexandre VI, etc.
Este cronista, adepto dos ideais de Joaquim da Flora, um abade italiano ligado ao culto do Espírito Santo e da ideia do Quinto Império, está bastante ligado aos ideais de mistificação do Império português. A sua única obra conhecida é a Chronica do Muito Alto e Muito Esclarecido Príncipe D. Afonso Henriques, Primeiro Rey de Portugal, de 1505.
Em 1515, já septuagenário, foi nomeado para chefiar a embaixada enviada à Etiópia, ao famoso Preste João, acompanhando o regresso de Mateus, emissário da rainha Helena ao rei D. Manuel I de Portugal, onde seguia na companhia do padre Francisco Álvares. A embaixada partiu a 7 de Abril na Armada do novo governador da Índia Lopo Soares de Albergaria, que em 1517 no Mar Vermelho falhou a tentativa de os desembarcar. Duarte Galvão faleceu aí em Dezembro, antes de chegar ao destino, na Ilha do Camarão, embora durante alguns anos não se soubesse em Portugal que tinha morrido. Para o substituir foi nomeado D. Rodrigo de Lima, que chegou à Etiópia em Abril de 1520.

## Casamentos e descendência[10]
Casou primeira vez antes de 11 de Abril de 1475 com D. Catarina (ou Isabel) de Sousa e Albuquerque, nascida entre 1451 e 1456, filha de D. Fernando de Sousa, alcaide-mor do castelo de Leiria, e de sua mulher Isabel de Albuquerque, da qual teve uma única filha:
- Isabel de Albuquerque Galvão, casada antes de 25 de Abril de 1504[2] com Jorge Garcês, Secretário de D. Manuel I de Portugal, escrivão das fianças dos direitos reais a 18 de Setembro de 1514,[12][13][14][15][16][17][18][19][20][21] etc, com geração

Casou segunda vez com Catarina da Silva de Vasconcelos ou Catarina de Sousa, nascida entre 1457 e 1460 e falecida depois de 23 de Fevereiro de 1524, filha de João Rodrigues Ribeiro de Vasconcelos, 4.º Senhor da Nóbrega de juro e herdade, 3.º Senhor de Figueiró dos Vinhos de juro e herdade e 3.º Senhor de Pedrógão-Grande e Pedrógão-Pequeno de juro e herdade, 1.º Senhor da Lousã de juro e herdade, e de sua mulher Branca da Silva, da qual teve dez filhos e filhas:
- Isabel de Meneses
- Guiomar de Meneses
- Simão de Sousa Galvão
- António Galvão
- Jorge Galvão
- Manuel Galvão
- Francisco Galvão
- Leonor Mendes de Vasconcelos, casada com Lopo Martins Leitão, com geração
- Rui Galvão
- Violante Galvão da Silva, casada com Pedro Anes do Canto, com geração

Fora dos casamentos, teve dois filhos:
- António Galvão
- Pedro Vieira da Silva, casado e com geração